# Challenger de Buenos Aires 2016
El torneo Racket Club Open 2016 es un torneo profesional de tenis. Pertenece al ATP Challenger Series 2016. Se disputará su 1ª edición sobre superficie dura, en Buenos Aires, Argentina entre el 11 al el 17 de enero de 2016.

## Jugadores participantes del cuadro de individuales
| Favorito | País                  | Jugador                 | Rank1 | Posición en el torneo |
| -------- | --------------------- | ----------------------- | ----- | --------------------- |
| 1        | Bandera de Argentina  | Horacio Zeballos        | 124   | Baja                  |
| 2        | Bandera de Brasil     | Rogério Dutra Silva     | 125   | Semifinales           |
| 3        | Bandera de España     | Roberto Carballés Baena | 131   | Segunda ronda         |
| 4        | Bandera de Argentina  | Facundo Argüello        | 137   | Segunda ronda         |
| 5        | Bandera de Argentina  | Facundo Bagnis          | 140   | Campeón               |
| 6        | Bandera de Brasil     | João Souza              | 142   | Segunda ronda         |
| 7        | Bandera de Eslovaquia | Andrej Martin           | 146   | Primera ronda         |
| 8        | Bandera de Argentina  | Máximo González         | 147   | Cuartos de final      |

- 1 Se ha tomado en cuenta el ranking del 4 de enero de 2016.

### Otros participantes
Los siguientes jugadores recibieron una invitación (wild card), por lo tanto ingresan directamente al cuadro principal (WC):
- Andrés Molteni
- Santiago Rodríguez Taverna
- Matias Zukas
- Gianni Mina

Los siguientes jugadores ingresan al cuadro principal tras disputar el cuadro clasificatorio (Q):
- Maximiliano Estévez
- Martín Cuevas
- Agustín Velotti
- Franco Agamenone

## Campeones

### Individual Masculino
- Facundo Bagnis derrotó en la final a  Arthur De Greef, 	6–3, 6–2

### Dobles Masculino
- Facundo Bagnis /  Máximo González derrotaron en la final a  Sergio Galdós /  Christian Lindell, 6–1, 6–2